# 榎田貴斗
榎田 貴斗（えのきだ たかと、1992年3月21日 - ）は、日本の俳優である。舞夢プロ・大阪所属。
2000年、映画『新・仁義なき戦い』で布袋寅泰演じる栃野昌龍の息子・虎水役で役者デビュー。

## 出演

### テレビドラマ
- 水戸黄門（TBS）
- 新・部長刑事アーバンポリス24（2001年、朝日放送） - 田中亮介 役
- 部長刑事シリーズ・シンマイ。（2001年、朝日放送） - 池田誠 役
- 壬生義士伝〜新選組でいちばん強かった男〜（2002年1月2日、テレビ東京）
- ビタミンF（2002年、NHK総合）
- 月曜ミステリー劇場 駅前タクシー湯けむり事件案内（2003年2月17日、TBS） - 前川友樹 役
- 間寛平少年物語（2003年、関西テレビ） - 主人公・間重美 役
- 月曜ミステリー劇場 駅前タクシー湯けむり事件案内2（2004年8月16日、TBS） - 前川友樹 役
- 月曜ミステリー劇場 駅前タクシー湯けむり事件案内3（2005年8月8日、TBS） - 前川友樹 役
- 連続テレビ小説（NHK総合）
  - 芋たこなんきん（2006年 - 2007年） - 徳永清志 役
  - ちりとてちん（2007年 - 2008年） - 徒然亭小草若（少年時代） 役
  - カーネーション（2011年 - 2012年） - 神山正志 役
  - まんぷく（2018年 - 2019年） - 倉永浩 役
  - ちむどんどん（2022年） - 上原政次 役
  - 舞いあがれ!（2022年 - 2023年） - 藤沢哲 役
  - おむすび（2025年） - 清水 役
- 子連れ信兵衛2（2016年） - 由松 役
- だから私は推しました（2019年、NHK総合 よるドラ） - 柿崎修 役
- VIVANT 第5話（2023年8月13日、TBS） - 制服警官 役

### テレビ
- 経済コロンブス（テレビ大阪）

### CM
- 京都府京都市（ラジオCM）

### ラジオ
- 全児童ラジオ（MBSラジオ）

### ラジオドラマ
- FMシアター「月光のパルス」（NHK-FM） - イチロオ役

### 映画
- 新・仁義なき戦い（2000年） - 虎水 役
- 赤目四十八瀧心中未遂（2003年） - 晋平 役

### Vシネマ
- 裁きの銀 - 翔太 役